# Isabel Herguera
Isabel Herguera (San Sebastián, 1961) es una artista visual, directora y productora de animación española. Su obra pionera en animación por ordenador desde la creación contemporánea la distinguen como primera artista que realizó instalación audiovisuales  con animaciones. Conocida por dirigir la Mostra Internacional de Cinema d'Animació de Catalunya (ANIMAC), por ser nominada al Premio Goya al Mejor Cortometraje de Animación por La Gallina Ciega (2006) y ganar el Premio Unicef de Cortometrajes y Documentales en Bilbao en 2012.

## Biografía
Herguera estudió en la Facultad de Bellas Artes en Bilbao. Prosiguió sus estudios en la Academia de Bellas Artes de Düsseldorf, en Alemania, y posteriormente viajó a Estados Unidos donde realizó un máster en el Instituto de las Artes de California (CALARTS). Fue allí donde comenzó su trayectoria profesional, trabajando durante varios años en estudios de animación de Los Ángeles.
A mediados de la década de los 90, fundó su estudio de animación Loko Pictures, junto a Satinder Singh, donde realizaron proyectos publicitarios. En 2003, Herguera volvió a San Sebastián, ocupándose desde entonces de dirigir la Mostra Internacional de Cinema d'Animació de Catalunya hasta 2011. Estando bajo su dirección, el certamen recibió el Premio Nacional de Audiovisual del Consell Nacional de la Cultura i de les Arts (CONCA) en 2009.
Desde 2007, diseña y coordina el programa Laboratorio de Imagen en Movimiento en Arteleku, centro de arte creado por la Diputación Foral de Guipúzcoa en 1987. Imparte regularmente talleres sobre animación en el National Institute of Design (NID) en Ahmedabad, India desde 2005. Y también es docente en el Central Academy of Fine Arts (CAFA) en Pekín, China. En 2011 recibió el premio a Mejor corto con Ámár, en la sección Anímate del  X Festival de cine Cortomieres (Mieres, Asturias). En 2013, participó en el festival Animacam.
En el Congreso de Cine Vasco que montó la Filmoteca vasca durante el verano de 2014, Herguera participó como jurado, donde se reunió con otros directores de la llamada generación Kimuak . Kumuak, que en euskera hace referencia a planos de rodaje, es una plataforma pública que selecciona todos los años una muestra de proyectos y cortometrajes en base a su calidad, originalidad y riesgo, además de estar rodado en euskera y realizado por técnicos y actores locales.
Con Amore d'inverno (2015,Euskadi), consigue el Gran Premio del Cine Vasco 2015, se trata de una película de animación de menos de 10 minutos. Recibió también una  Mención especial del jurado en Imaginaria Film Festival 2016.
Sección Oficial del I Festival Internacional Dona i Cinema (2016) Herguera recibe la Mención al Mejor Cortometraje de Animación Ámár.
Participa como jurado dentro de la sección ANIMAFICX del Festival de Cine de Gijón 2016. En 2017 participa en el Festival de Animación de Annecy, en la sección cortometrajes con su proyecto Kutxa Beltza.
Su primer largometraje de animación El sueño de la sultana se presentó en el Festival Internacional de Cine de San Sebastián de 2023 donde compitió por la Concha de Oro. La película está basada en el clásico homónimo de la literatura de ciencia ficción feminista El Sueño de la Sultana escrito en 1905 por Rokeya Sakhawat Hossain, feminista musulmana.
Su corto de animación La mujer ilustrada, fue nominada al Premio Goya 2024 mejor cortometraje de animación, 

## Premios y reconocimientos
- 2024ː Premio honorífico en Animac 2024, de la Muestra Internacional de Cine de Animación de Cataluña.[17]
- 2023ː Premio Irizar al cine vasco – Festival internacional de cine de San Sebastián.[18][19]
- 2023ː Premio de la Asociación Vasca de Guionistas Euskal Gidoigileen Elkartea – Festival internacional de cine de San Sebastián.[20]
- 2024. Biznaga de Plata Premio Especial Afirmando los Derechos de las Mujeres 2024, del Festival de Málaga. [21]

## Filmografía
- 1988 – Spain loves you.
- 1989 – Safari.
- 1989 – Cante de ida y vuelta.
- 1993 – Los muertitos.
- 2005 – La gallina ciega. Nominada a los Premios Goya en 2006.[22]
- 2010 – Ámár.
- 2012 – Bajo la almohada.
- 2016 – Sailor's Grave.
- 2016 – Winter Love.
- 2023 – El sueño de la sultana
- 2024- La mujer ilustrada (Cortometraje). Dirección y guion [21]